# Milange
Milange és un municipi de Moçambic, situat a la província de Zambézia. En 2007 comptava amb una població de 30.257 habitants.
En 198 Milange fou una de les 10 viles que foren elevades a municipis, amb un govern local electe, formant part d'un total de 33 municipis inicials. Aquesta llista inclou les ciutats de Mocuba i Gurúè i la capital Quelimane.